# Jan Olde Riekerink
Jan Olde Riekerink (* 22. Februar 1963 in Hengelo) ist ein ehemaliger niederländischer Fußballspieler und heutiger -funktionär und -trainer.

## Karriere

### Spielerkarriere
Olde Riekerink spielte während seiner aktiven Karriere für Sparta Rotterdam, FC Dordrecht und Telstar.

### Trainerkarriere
Zwei Jahre nach seinem Karriereende begann Olde Riekerink seine Trainerlaufbahn in der Jugend von Ajax Amsterdam. Dort war er sieben Jahre lang beschäftigt und wechselte danach nach Belgien zu KAA Gent. Danach trainierte er den FC Emmen und von 2005 bis 2007 war er Co-Trainer von Co Adriaanse. Im Jahre 2007 kehrte Olde Riekerink zurück zu Ajax Amsterdam und war dort vier Jahre Leiter der Jugendakademie. In China war er verantwortlich für die chinesische U-20- und U-16-Auswahl.
Ende Februar 2016 verpflichtete ihn Galatasaray Istanbul als Leiter der Jugendakademie. Drei Wochen später wurde der Niederländer zunächst bis Ende der Saison 2015/16 Cheftrainer der 1. Mannschaft. Am 26. Mai 2016 gewann er mit seiner Mannschaft den türkischen Pokal. Vor Beginn der Saison 2016/17 ernannte ihn Galatasaray für die kommende Spielzeit zum Cheftrainer; beide Parteien einigten sich auf eine Zusammenarbeit bis zum Saisonende. Kurz vor Beginn der Saison 2016/17 gewann Olde Riekerink mit seiner Mannschaft den türkischen Supercup. Am 15. Februar 2017 gab Galatasaray Istanbul die Trennung von Olde Riekerink bekannt. Die Mannschaft stand zu dem Zeitpunkt in der Süper Lig auf dem 3. Tabellenplatz und im türkischen Pokal schied man im Achtelfinale gegen Istanbul Başakşehir aus.
Im Sommer 2018 wurde Riekerink Cheftrainer des SC Heerenveen und trainierte die Mannschaft bis April 2019. Am 7. November 2019 übernahm der Niederländer die südafrikanische Mannschaft Cape Town City FC. Anfang Mai 2021 wurde er dort zunächst beurlaubt, bevor Mitte des Monats sein Vertrag im gegenseitigen Einvernehmen aufgelöst wurde.
Bereits wenige Tage später unterschrieb er einen Vertrag als CEO bei İskenderunspor 1967, einem Verein in der TFF 3. Lig, der vierthöchsten türkischen Liga.

## Erfolge
Mit Galatasaray Istanbul
- Türkischer Fußballpokal 2015/16
- Türkischer Fußball-Supercup 2016